# اخترلرزه‌شناسی

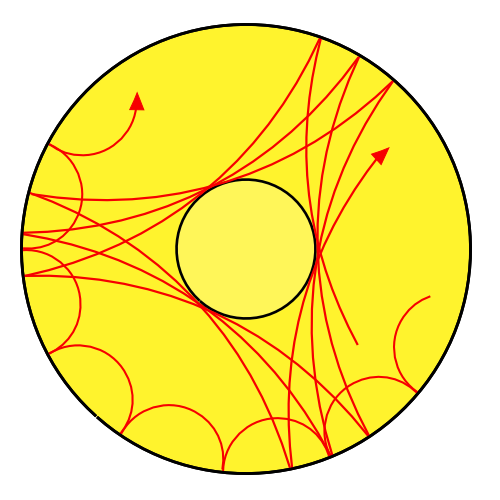
از نوسان‌های مختلف که ژرفای نفوذی مختلفی دارند می‌توان بهره جست.

اخترلرزه‌شناسی (به انگلیسی: Asteroseismology) شاخه‌ای از ستاره‌شناسی و یکی از روش‌های بررسی در اخترفیزیک است که به کمک روش‌های دانش لرزه‌شناسی به بررسی لرزه‌های نور ستارگان؛ (به جز خورشید که در آن صورت لرزه‌شناسی خورشیدی نامیده می‌شود)، از راه اندازه‌گیری دقیق نوسان نور آن‌ها می‌پردازد.
در زمین و در دیگر اجسام جامد فضایی قابل دسترس- زلزله شناسان برای بررسی ساختار درونی این اجسام از اندازه‌گیری نوسان‌های زلزله؛ که گاهی خود آن لرزه‌ها را ایجاد می‌کنند، بهره می‌گیرند. این روش در مورد ستارگان نمی‌تواند بکار گرفته شود.
نوسان‌های مختلف٫ ژرفای نفوذی مختلفی دارند. با بهره‌گیری از این واقعیت می‌توان با گزینش درست نوسان٫ در عمق دلخواه ستاره نفوذ کرد یا برعکس به چبود منشأ نوسان‌های پدید آمده پی برد. با بهره‌وری از این پی آمد است که این ابزار می‌تواند دستیابی به این دانسته‌های دور از دسترس را برای ما فراهم کند.
با کمک این شاخه از اخترشناسی می‌توان در نهایت به چگونگی ساختار درونی ستارگان با بررسی لرزش‌های تپش گونه ئی که دارند پی برد. بازخوانی طیف فرکانسی این لرزه‌ها٫ ساختارهای درونی ستاره را آشکار می‌سازد.
علاوه بر این؛ نیاز اخترلرزه‌شناسی به دقت و تفکیک‌پذیری بسیار بالای داده‌ها در همه روند کار، ویژگی‌های دانسته پیشین دربارهٔ ستارگان را بسیار دقیق تر و کامل تر کرده‌است.